# Chilia Veche
Chilia Veche (en ucraniano: Стара Кілія, Stara Kiliya) es una comuna en Distrito de Tulcea, Dobruja del Norte, Rumania, en el delta del Danubio. Dio su nombre a la rama de Chilia del Danubio, que lo separa de Ucrania. Está compuesto por cuatro pueblos: Câșlița, Chilia Veche, Ostrovu Tătaru y Tatanir.
Fundada por los griegos bizantinos, recibió su nombre de la palabra para «graneros» - κελλίa, kellia, registrada más temprano en 1241 en las obras del cronista persa Rashid-al-Din Hamadani. Algunos estudiosos consideran que aquí también se encontraba el centro comercial medieval genovés conocido como Lycostomo (Λυκόστομο). Una ciudad al otro lado del Danubio, ahora en Ucrania, conocida como Novo Kilia (Chilia Nouă ) o «Nueva Chilia», fue construida por Esteban el Grande de Moldavia para contrarrestar al Imperio otomano (que había tomado el control de la antigua ciudad en el siglo XV).
El pueblo de Ostrovu Tătaru, que no tiene población permanente, se encuentra en la isla de Tătaru Mare.